# Colors (miss A)
Colors è il quinto EP del gruppo musicale sudcoreano miss A, pubblicato nel 2015 dall'etichetta discografica JYP Entertainment insieme a Universal Music e KMP Holdings.

## Il disco
In un'intervista con Star News nel novembre 2014, il fondatore della JYP Entertainment Park Jin-young rivelò che le miss A avrebbero iniziato a lavorare sul nuovo disco quando Suzy avesse terminato le riprese del film Dorihwaga a dicembre. Il ritorno sulla scena musicale, previsto per il 30 marzo 2015, fu annunciato dalla casa discografica l'11 marzo, dopo la conclusione delle riprese del video musicale. La prima immagine promozionale del gruppo fu rivelata il 18, insieme al titolo del disco e alla data di uscita, mentre nei giorni seguenti vennero diffuse in rete le foto teaser dei singoli membri. Il 27 marzo fu resa pubblica un'anteprima del videoclip della title track "Only You", che uscì in versione integrale tre giorni dopo, insieme all'EP. "Only You" si classificò in poche ore al primo posto delle classifiche giornaliere MelOn, Mnet, Olleh, Soribada, Genie Music, Bugs, Monkey3 e Cyworld Music, e al terzo posto su Daum Music.
Colors consiste di sei tracce di genere diverso: "Only You" è una canzone dance pop che include hip-hop e ritmi trap. "One Step" è un brano neo soul rétro che incorpora groove, musica elettronica e pianoforte acustico. "Love Song" unisce violini e trap, mentre "Melting" è descritta come "una canzone semplice ma forte" con una "melodia raffinata". "Stuck" è una ballata a tempo medio.
Il 22 maggio 2015, il disco fu pubblicato a Taiwan e Hong Kong con tre tracce aggiuntive: "Only You", "I Caught Ya" e "Stuck" in cinese, il cui testo fu scritto da Fei.

## Tracce
1. One Step (한걸음?) – 3:40 (testo: Yorkie, Sung Hyun-bin – musica: Devine Kei, Ryan Kim, Mistazo, Kara Tenae, Dauri, Chase)
2. Only You (다른 남자 말고 너?) – 3:18 (testo: Black Eyed Pilseung, Sam Lewis – musica: Black Eyed Pilseung)
3. Love Song – 3:50 (testo: Daniel Kim – musica: Daniel Kim, Mayu Wakisaka)
4. Melting (녹아?) – 2:59 (testo: Daniel Kim – musica: Nermin Harambasic, David Siegel, Jesse Saint John, Courtney Woolsey, Jin Suk-choi)
5. I Caught Ya – 4:11 (testo: Suzy – musica: Hanif Hitmanic Sabzevari, Henrik Janson, Emelie Fjällström)
6. Stuck – 3:12 (testo: Min – musica: Sophia Pae, Erik Lidbom)

Tracce aggiuntive dell'edizione cinese
1. Only You – 3:18 (testo: Fei – musica: Black Eyed Pilseung)
2. I Caught Ya – 4:11 (testo: Fei – musica: Hanif Hitmanic Sabzevari, Henrik Janson, Emelie Fjällström)
3. Stuck – 3:12 (testo: Fei – musica: Sophia Pae, Erik Lidbom)

## Formazione
- Fei – voce
- Jia – rapper, voce
- Min – voce, rapper
- Suzy – voce

## Classifiche
| Classifica (2015) | Posizione massima |
| ----------------- | ----------------- |
| Corea del Sud     | 3                 |